# Mieszko de Jonge
Mieszko van Kalisz bijgenaamd de Jonge (circa 1160/1165 - 2 augustus 1193) was van 1191 tot aan zijn dood hertog van Kalisz. Hij behoorde tot het huis Piasten.

## Levensloop
Hij was de tweede zoon van Mieszko III, hertog van Groot-Polen en groothertog van Polen, en diens tweede vrouw Eudoxia van Kiev. Zijn precieze geboortedatum is niet bekend.
Wegens het autoritaire beleid van Mieszko III vond er van 1177 tot 1179 een revolutie plaats in Groot-Polen. Ook werd hij afgezet als groothertog van Polen. Uiteindelijk moest Mieszko III Polen ontvluchtten, waarna Mieszko, zijn ouders en zijn broers Bolesław en Wladislaus Spillebeen in ballingschap moesten leven. Nadat Mieszko III in 1181 opnieuw de controle over Groot-Polen kreeg, keerde het gezin terug naar Polen.
In 1184 slaagde Mieszko III er via wijze diplomatie in om hertog Leszek van Mazovië, die een zwakke gezondheid had, ervan te overtuigen om Mieszko de Jonge tot troonopvolger van de hertogdommen Mazovië en Koejavië te benoemen. Ook werd Mieszko gouverneur van de hertogdommen. Het autoritaire en gewelddadige beleid van Mieszko III schrikte Leszek echter al snel af, waarna hij zijn oom, groothertog Casimir II, tot troonopvolger benoemde. In 1185 werd Mieszko de Jonge daarop ontslagen als gouverneur, waarna hij terugkeerde naar het hof van zijn vader.
In 1191 lukte het Mieszko III om Krakau te veroveren, waarmee hij het groothertogdom Polen terug in handen kreeg. Om onbekende redenen besloot Mieszko III om een van zijn zonen (Mieszko de Jonge of Bolesław van Koejavië) tot groothertog van Polen te benoemen. Casimir II kon echter al snel het groothertogdom Polen weer controle krijgen, waarna Mieszko en Bolesław teruggestuurd werden naar Groot-Polen. 
Daarna kreeg Mieszko de Jonge in 1191 van zijn vader een eigen regeringsgebied, het hertogdom Kalisz. Mieszko bleef in functie tot zijn dood in 1193, waarna hij begraven werd in de crypte van de Sint-Pauluskathedraal in Kalisz. Hij was ongehuwd en kinderloos gebleven, waarna het hertogdom Kalisz overging naar zijn halfbroer Odo.